# Come posso aiutarla?
Come posso aiutarla? (일당백집사?, IldangbaekjipsaLR; lett. "Un maggiordomo da cento won") è una serie televisiva sudcoreana trasmessa su MBC TV dal 19 ottobre al 22 dicembre 2022. In lingua italiana è disponibile sottotitolata su Prime Video.

## Trama
Dong-joo Baek è un ex-atleta professionista di ping pong che ha appena iniziato a lavorare come direttrice di un'agenzia funebre. Nel suo primo giorno, scopre di possedere un dono particolare (o una maledizione, a seconda dei punti di vista): può comunicare con i defunti. Per evitare di affrontare sventure e disgrazie, Dong-joo deve realizzare gli ultimi desideri delle persone che incontra. Durante il suo cammino, incrocia Tae-hee Kim, che lavora presso "Un lavoro da 100 won", un'agenzia di servizi fondata dallo zio Vincent. Qui offrono assistenza per qualsiasi richiesta dei clienti, purché sia legale. Infatti, Tae-hee viene assunto dal fidanzato di Dong-joo per sostituirla.

## Personaggi e interpreti
- Baek Dong-ju, interpretata da Lee Hye-ri
- Kim Tae-hee, interpretato da Lee Jun-young